# Neodontobutis hainanensis
Neodontobutis hainanensis is een straalvinnige vissensoort uit de familie van zeegrondels (Odontobutidae). De wetenschappelijke naam van de soort is voor het eerst geldig gepubliceerd in 1985 door Chen.